# James Taylor
James Vernon Taylor (sinh ngày 12 tháng 3 năm 1948) là ca sĩ, nhạc sĩ và nghệ sĩ guitar người Mỹ. Ông là chủ nhân của 5 Giải Grammy và được vinh danh tại Đại sảnh Danh vọng Rock and Roll vào năm 2000. Ông cũng là một trong những nhạc sĩ bán chạy nhất mọi thời đại với hơn 100 triệu đĩa bán ra trên toàn thế giới.
Taylor có tiếng vang đầu tiên vào năm 1970 với đĩa đơn "Fire and Rain" giành vị trí số 3 tại Mỹ, và không lâu sau giành vị trí quán quân với "You've Got a Friend" (sáng tác bởi Carole King) vào năm 1971. Album tuyển tập của ông Greatest Hits (1976) được chứng nhận Bạch kim khi bán được tới 12 triệu bản chỉ riêng tại thị trường Mỹ. Album tiếp theo JT tiếp tục được công chúng đón nhận rộng rãi. Các album của ông cho tới tận năm 2007 vẫn luôn bán được ít nhất 1 triệu bản. Một số album của ông vẫn có mặt trong các bảng xếp hạng các thập niên 1990 và 2000, như Hourglass, October Road hay Covers. Album phòng thu đầu tiên của ông giành vị trí quán quân tại Mỹ là Before This World vào năm 2005.

## Danh sách đĩa nhạc

### Album phòng thu
- James Taylor (1968)
- Sweet Baby James (1970)
- Mud Slide Slim and the Blue Horizon (1971)
- One Man Dog (1972)
- Walking Man (1974)
- Gorilla (1975)
- In the Pocket (1976)
- JT (1977)
- Flag (1979)
- Dad Loves His Work (1981)
- That's Why I'm Here (1985)
- Never Die Young (1988)
- New Moon Shine (1991)
- Hourglass (1997)
- October Road (2002)
- A Christmas Album (2004)
- James Taylor at Christmas (2006)
- Covers (2008)
- Before This World (2015)